# 8 Simple Rules for Buying My Teenage Daughter
8 Simple Rules for Buying My Teenage Daughter (titulado Ocho sencillas reglas para comprar a mi hija adolescente en España y 8 reglas para comprar a mi hija adolescente en Hispanoamérica) es el octavo episodio de la cuarta temporada de la serie Padre de familia emitido el 10 de julio de 2005 a través de FOX. 
El episodio está escrito por Patrick Meighan y dirigido por Greg Colton. El capítulo fue clasificado como TV-14 DLSV por sus referencias sexuales, diálogos sugerentes y obscenos.

## Argumento
Mientras Peter y Lois van a salir, dejan a Stewie al cargo de Meg para su pesar al no tener posibilidad de "divertirse" un sábado. De paso, Peter para en la farmacia de Goldman para comprar preservativos y analgésicos, sin embargo descubre que se ha olvidado de su cartera por lo que Mort le abre una cuenta con la que Peter empieza a gastar más de lo necesario en tonterías. En una de sus ocurrencias, compra ocho cajas de purgantes y apuesta con Brian y sus hijos quien aguanta más sin vomitar. Por otro lado Lois acepta la sugerencia de Meg de buscar una niñera para Stewie, sin embargo acaba harta de no encontrar al candidato idóneo hasta que entra LaDawn Sanders, una joven interesada en el puesto y de la que Stewie se enamora.
En cuanto Peter vuelve a la farmacia descubre que ha acumulado una deuda de 34.000 dólares. Incapaz de saldarla le ofrece a Mort la oportunidad que siempre quiso su hijo: salir con Meg, sin embargo todos se quedan perplejos, incluida Meg, al ver que Neil ya tiene novia. Meg empieza a arrepentirse por las veces que le ha rechazado y comienza a volverse celosa e intenta por todos los medios llamar su atención. Desesperada, acaba por declararse a Neil mediante un contrato que sus padres habían preparado, sin embargo, Neil empieza a devolverle las malas pasadas que le hizo su [ahora] novia en el pasado: ponerle el pijama por las noches, tenerla en el jardín con una mula de arrastre. Al volver a casa, Meg admite haber cometido un error y le pide ayuda a sus padres hasta que Brian descubre una laguna: el contrato quedará rescindido si Neil le es infiel. A Peter se le ocurre que la "amante" de Neil podría ser Lois que se queda con mala cara por lo que tiene que hacer, sin embargo no le queda más remedio. Peter consigue engañar a Goldman al hacerle creer que va a una convención de fanes de la serie X-Men, para ello convence a Lois de que se disfrace de Mystique mientras que Neil entra en un motel disfrazado de Wolverine (ambos, personajes de la serie y antagonistas entre sí). Cuando se da cuenta del engaño, este ve a Lois desnuda y pintada de pies a cabeza como el personaje, mientras se pone nervioso, la mujer se abalanza sobre él en la cama hasta que de pronto entran Peter y Meg fingiendo haber pillado a Neil "violando" el contrato y a Lois. Tras la escena, Goldman se disculpa con Meg por su comportamiento y reconoce que tan solo quiere estar con ella si lo desea y no mediante un contrato que acaba por romper. Acto seguido, vuelve con Cecilia y Meg vuelve a sentirse celosa mientras que Lois se avergüenza de haber tocado a un menor.
Por otro lado, al igual que su hermana, Stewie descubre que LaDawn tiene un novio, enfurecido, trata de deshacerse de él. Una noche cuando este vuelve a casa y se encuentra con un silencio ensordecedor, ve cómo Stewie le ataca con una pata de cabra y a continuación le mete amordazado en el maletero del coche de Brian. Cuando este le pregunta a Stewie sobre los extraños golpes del maletero, el lactante se hace el tonto. Al cabo de unos días, LaDawn cae en depresión al creer que su novio le ha dejado hasta que Stewie se acerca a consolarla para tocarle los pechos, pero cuando esta le reprende y Stewie comienza con las pataletas, la niñera le castiga y este en cambio le amenaza con hacer que la despidan. Al otro día, Stewie se acerca a su canguro con la excusa de la anterior impertinencia y le lanza un dardo sedante.
Finalmente, cuando Lois vuelve de la compra (supuestamente de comprar las pinturas para el disfraz de Mística) se queda horrorizada al ver como está la casa de bebidas alcohólicas por el suelo, cuando Stewie se acerca a ella, finge tener miedo y le explica que ha estado drogándose con otros chicos aparte de tocarse. Cuando Lois la despierta de una patada, LaDawn recobra el conocimiento y se sorprende de tener una botella en la mano, pero cuando va a dar explicaciones, Lois la despide. Alicaída, se marcha de casa, no sin antes regalarle una cinta a Stewie, el cual no tarda en arrepentirse por sus actos y sale a la calle para llamarla, pero ya es tarde.
El episodio finaliza con Meg cuidando de Stewie (ambos deprimidos) y viendo la tele hasta que a Stewie le vuelve a la memoria que había encerrado al novio de su niñera en el maletero del coche, por lo que asume que ha muerto.